# ۱۵۶۲ (میلادی)
۱۵۶۲ (میلادی) هزار و پانصد و شصت و دومین سال تقویم میلادی است.

## درگذشتگان
‎